# Nias
Nias is een Indonesisch eiland op 125 km voor de westkust van Sumatra in de Indische Oceaan en ligt in de provincie Noord-Sumatra. De hoofdstad van Nias is Gunung Sitoli. In 2010 bedroeg het inwonertal 756.762. Het eiland bestaat voor een groot deel uit laagland en bergen tot 800 meter.
Tot 2003 vormde het eiland één regentschap (kabupaten) maar het is sindsdien opgesplitst in vijf regentschappen. Er is een plan om van het eiland een aparte provincie te maken.

## Cultuur
Door haar geïsoleerde ligging heeft Nias haar eigen cultuur ontwikkeld en deze vast kunnen houden. De bevolking kent haar eigen taal, Li Niha genoemd. De typische oorlogsdansen, mannelijkheidsrituelen en muziek die vooral door de vrouwen worden opgevoerd maken dat het eiland een cultureel leven heeft dat compleet anders is dan de rest van Sumatra.
Centraal in de dorpen is er vaak een 'jumping stone' te vinden. een stenen muur die tussen de 1,80m en de 2,20m hoog is. Deze muur is een overblijfsel van een oud gebruik op het eiland. Jonge mannen bewezen door, zonder hulpmiddel, op blote voeten en zonder de muur aan te raken, over deze constructie springen, hun mannelijkheid en vaardigheden als krijgers. Dit gebruik stamt waarschijnlijk nog uit de tijd dat dorpen omwallingen hadden om zich te beschermen tegen aanvallen. Toeristen kunnen, tegen betaling, vragen om een demonstratie hiervan. 
Nias kent een aantal goede surflocaties, met name in het zuiden bij de plaats Teluk Dalam. Een aantal van deze locaties wordt weinig bezocht waardoor avontuurlijke surfers het rijk alleen hebben. Om deze reden werd het eiland in de jaren zestig bezocht door reizigers langs het Hippie trail onderweg naar Bali.
In de meeste dorpen is een zogenaamde Omo sebua te vinden, het huis van het dorpshoofd. Deze huizen met hun steil oplopende daken kunnen wel zestien meter hoog worden en dienden tevens als fort ten tijde van oorlog tussen de verschillende stammen. Ze zijn zo geconstrueerd dat ze aardbevingbestendig zijn. Dit komt door hun driedelige opbouw.

## Architectuur
Op het eiland van Nias zijn er drie grote bouwstijlen te herkennen; die van het zuiden, die van het noorden en die uit de centrale regio die een mix is van kenmerken van de zuidelijke en noordelijke bouwstijl. Het zuidelijke huis kenmerkt zich door een vierkant grondplan waar de huizen in het Noorden eerder een cirkelvormig grondplan kennen. Ook de positie die de huizen ten opzichte van elkaar innemen verschilt. In het Noorden zijn de ovale huizen eerder gegroepeerd te vinden in kleine clusters. In het Zuiden worden de rechthoekige huizen naast elkaar gebouwd langs een centrale laan. De huizen te vinden in het midden van het eiland volgen qua grondplan vaak de zuidelijke vierkantige stijl maar zijn op een noordelijke, clustervormige manier opgesteld tegenover elkaar.
Doordat het eiland gelokaliseerd is in de Pacifische Ring van Vuur wordt dit gebied geteisterd door aardbevingen. De houten huizen die gebouwd zijn volgens de traditionele gebruiken van het eiland, zijn daarom aardbevingsbestendige constructies. Door zonder nagels huizen te construeren uit hout (wat een flexibel materiaal is) en een driedelige structuur te construeren, kunnen de huizen aardbevingen doorstaan. 
Kenmerkend aan deze huizen is hun paalstructuur die, in tegenstelling tot paalstructuren in andere delen van de wereld, niet in de grond geslagen zijn maar op de grond rusten. Daarbovenop wordt de leefruimte geplaatst die bestaat uit een ruimte met zeer stevige buitenmuren. Afgewerkt met een dak van een lichte structuur met bananenbladeren, is dit gebouw aardbevingsresistent. Indien er een aardbeving plaatsvindt 'danst' het huis op diens palen en zakt het opzij wat lokaal beschreven wordt alsof 'er een kip gaat neerzitten'. De buitenmuren en het lichte dak maken dat de bewoners in deze woningen aardbevingen overleven zonder al te erge kleerscheuren. De betonnen gebouwen die, langzaam maar zeker, de norm beginnen te worden op het eiland, zijn niet bestendig tegen zulke bevingen met vaak de verwonding of zelfs dood van hun inwonende tot gevolg.

## Natuurrampen
Op 26 december 2004 werd Nias getroffen door een tsunami als gevolg van een zware zeebeving, waardoor veel doden en gewonden vielen.
Op 28 maart 2005 werd Nias getroffen door een aardbeving met een kracht van 8,7 op de schaal van Richter. Circa tweeduizend personen kwamen om. De stad Gunung Sitoli werd voor 80 procent verwoest. Aanvankelijk werd een tsunami-alarm gegeven, maar er deed zich geen tsunami voor. Op 25 april en 27 juli 2006 was er een aardbeving met een kracht van ongeveer 6 op de schaal van Richter.

## Afbeeldingen

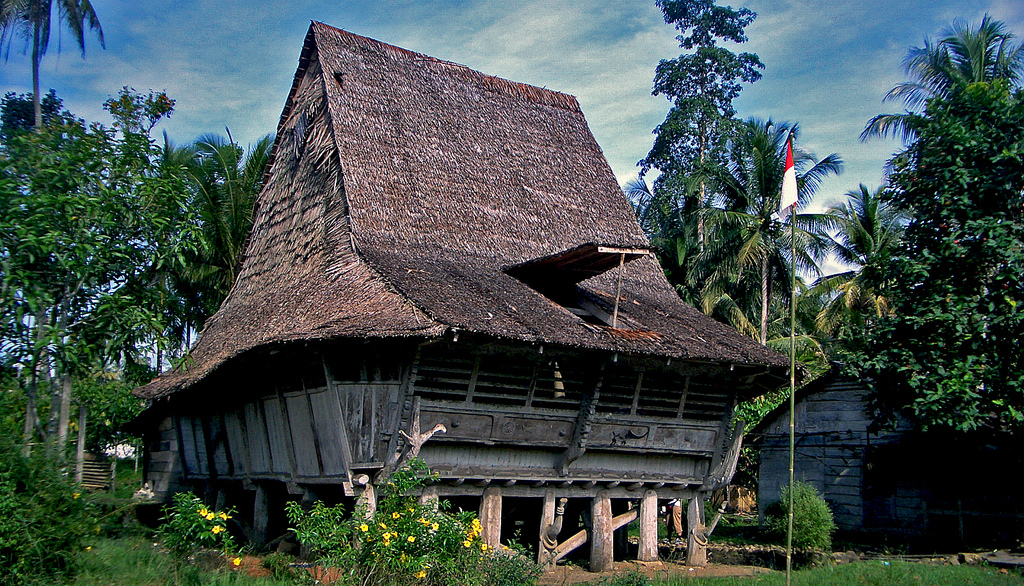
Een Omo sebua
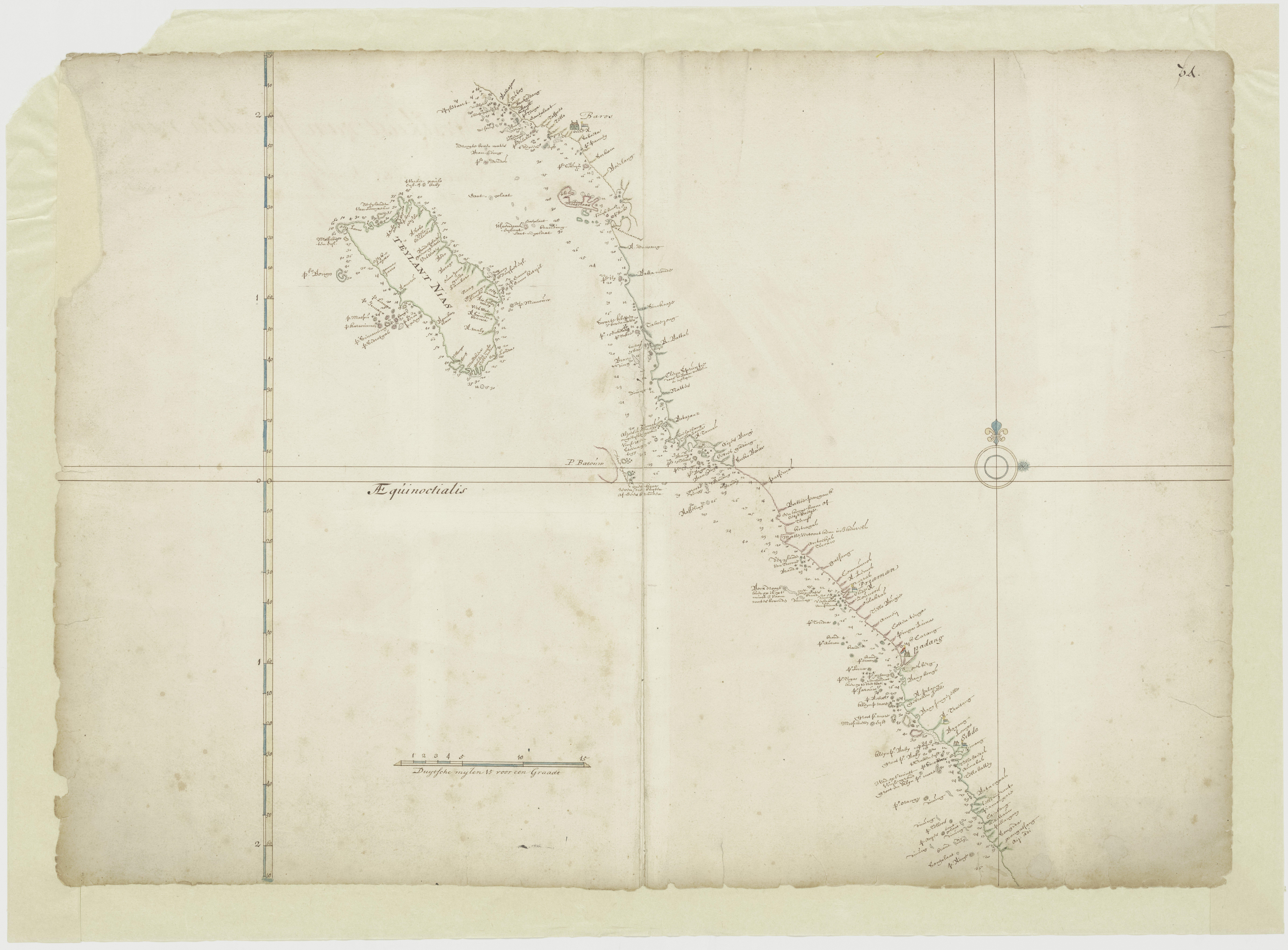
Nias en de westkust van Sumatra tussen circa 1690 en 1743
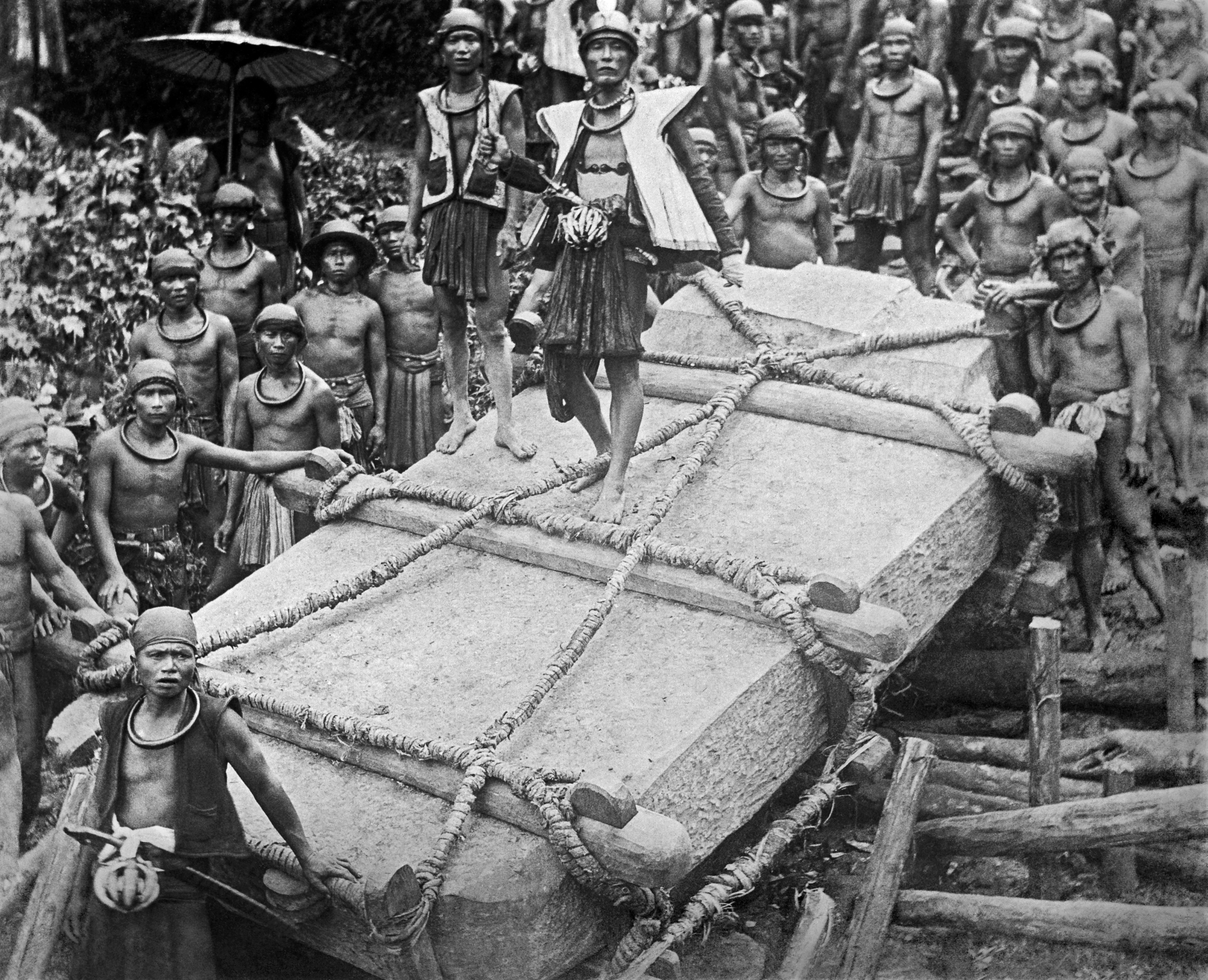
Het verslepen van de steen 'Darodaro' voor de gestorven Saoenigeho van Bawamataloea. De steen (megaliet) wordt uit de rivierbedding gehaald en over een afstand van ca. 3 km versleept waarvoor een speciale sleepconstructie wordt gemaakt. Op de foto wordt zo'n steen naar boven gesleept. De overlevering wil dat het 525 mensen drie dagen gekost heeft om deze steen op zijn plaats in het dorpje Bawemataloeo te krijgen, ca. 1915
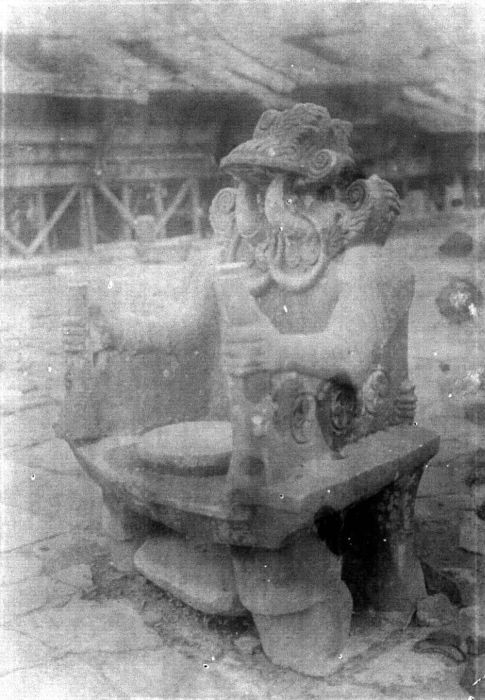
Stenen zetel te Hilisimaètano, Wereldmuseum Amsterdam
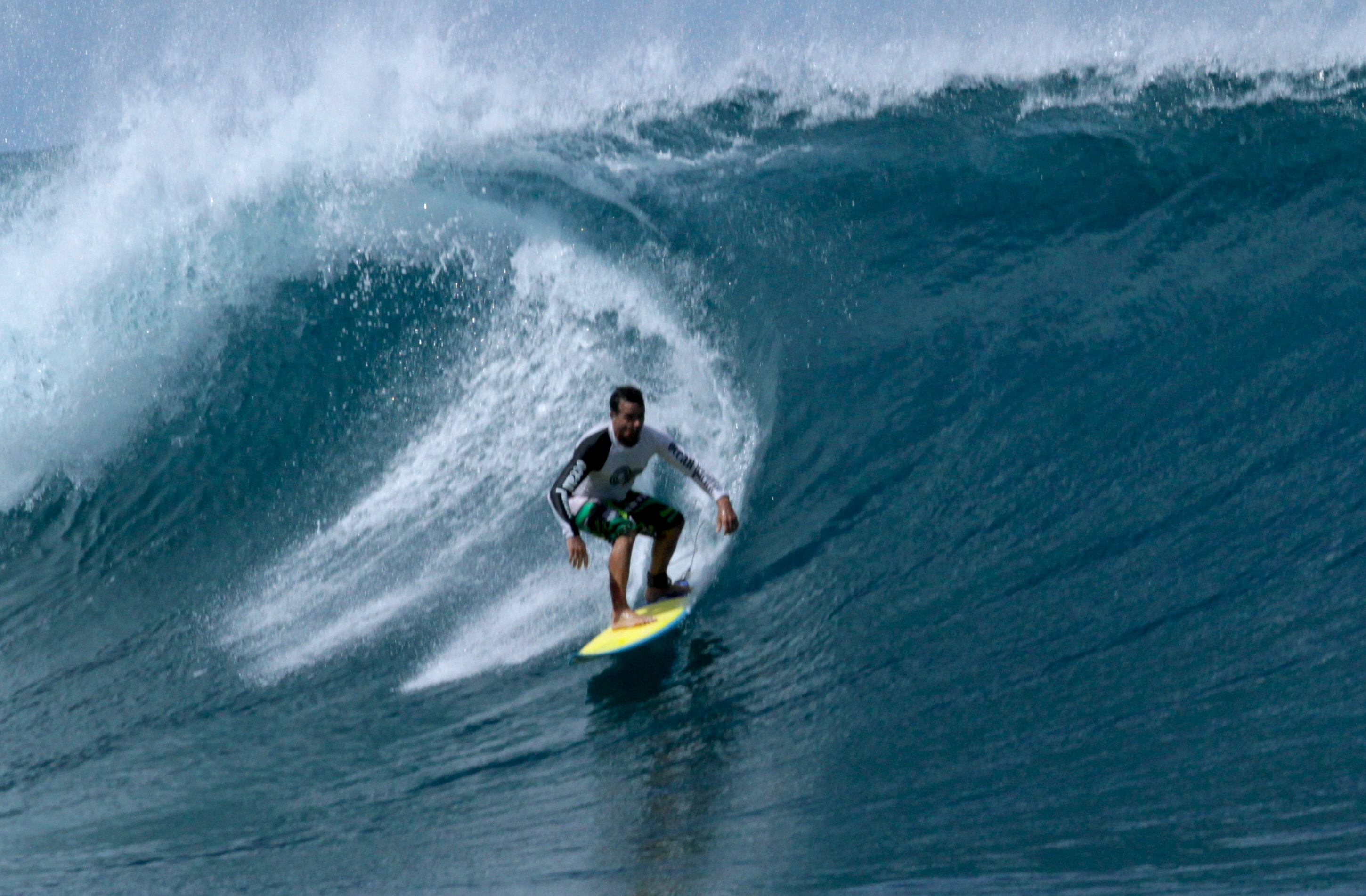
Surfer in het zuiden van Nias